# 泰因河城堡球场
泰因河城堡球场（英語：Tynecastle Stadium）是一座位於蘇格蘭愛丁堡的足球運動場，現時是蘇超球會赫斯的主場球場。球場可以容納20,099名觀眾，是蘇格蘭境內第八大的運動場。

## 歷史

### 早年
1881年赫斯由愛丁堡中部遷移到外圍的佐治區（Gorgie），五年後城市範圍不斷擴展，赫斯搬遷到佐治路（Gorgie Road）另一邊的泰因河城堡球場現址，而舊球場則成為貧民區。新球場揭幕戰與進行友誼賽，以4-1旗開得勝。1892年泰因河城堡主辦首場國際賽，蘇格蘭迎戰威爾斯大勝6-1，但只有1,200名觀眾入座，由於當時正刮起大風雪，很多球迷以為球賽會改期上演。同年球場在南看台加設頂蓋。

### 新世紀

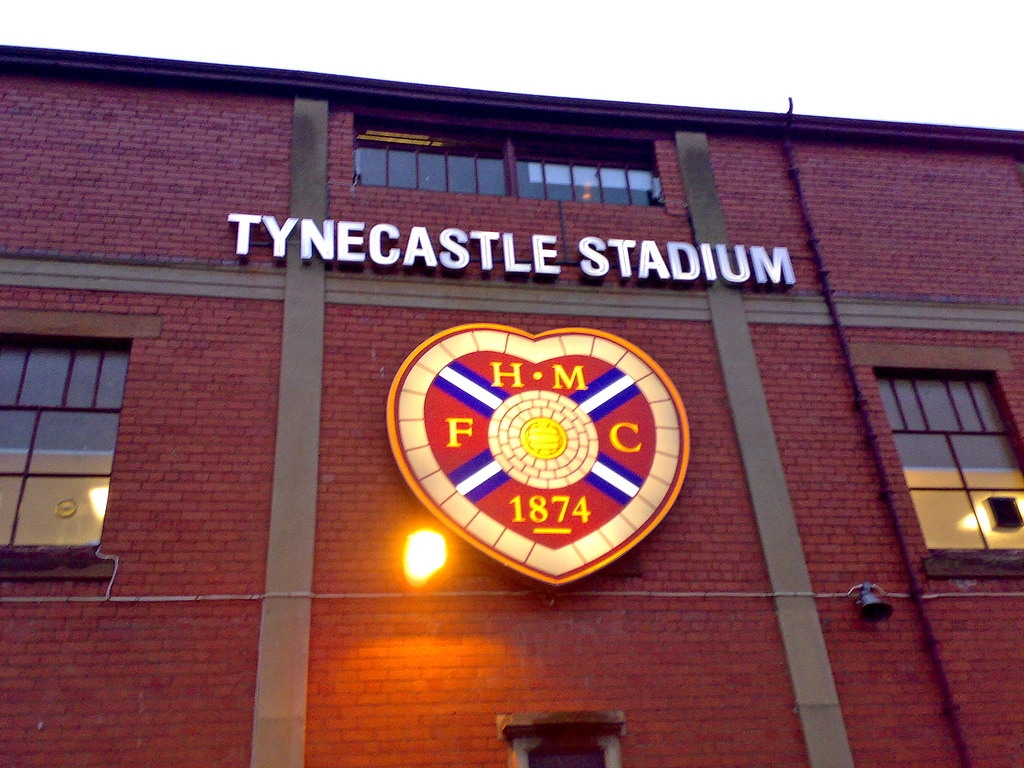
泰因河城堡球場主看台立面

泰因河城堡球場在20世紀初期進行大規模改建。首先於1903年在球場東面設置一個小型看台及帳篷；1911年在球場西面豎立一個有蓋圍欄；1914年兩個舊看台及帳篷被一個與球場長度相同的大看台取代，即現時的主看台，由著名的球場建築師阿奇巴尔·雷奇（Archibald Leitch）負責設計，造價達到12,000英鎊，比原先估計高出一倍，赫斯需要將陣中最值錢的珀西·道森（Percy Dawson）賣給，得款2,500英鎊才能夠支付帳單。
1927年赫斯准許英国广播公司在泰因河城堡球場進行電台廣播球賽。期間赫斯購入原先租用的球場，進行更多改善工程以迎合觀眾的需要，拆卸1911年建造的圍欄後，將球場空置的三面建立階梯看台，在惠特菲尔德街（Wheatfield Street）設置入閘機，並開闢隧道讓觀眾進入階梯看台。五年後的1932年2月13日，在蘇格蘭盃迎戰格拉斯哥流浪，創出泰因河城堡球場歷來最高入場人數記錄，共有53,396名球迷入座觀戰。
當球會重回盈利正軌後，董事會於1939年計畫在市外的赛特希尔（Sighthill）興建新球場，但因第二次世界大戰爆發而中止，泰因河城堡球場暫時脫離被棄用的險境。

### 戰後發展
1954年泰因河城堡成為蘇格蘭首個全三合土建造的運動場。隨著球場的現代化工程，按球會的建築師宣稱可以容納多達54,359名觀眾，但因安全的理由，在重要的球賽只容許49,000名球迷進場。三年後泰因河城堡裝設汎光燈系統，特別安排一場對本地競爭對手喜百年的賽事首次挑燈作賽。1959年球場再進行改動，在部分西看台及西北角落舖設頂蓋，工程款項是從將戴夫·麥基（Dave Mackay）賣到的所得支付。
1971年於埃布羅克斯球場慘劇（Ibrox disaster）後訂立更嚴格的球場安全條例，於1980年代初期及中期分別將西看台有蓋部分及主看台的小圍欄改設坐席後，泰因河城堡的容量被削減至30,000人；其時亦開展商務，在主看台營辦贊助商的酒吧間等設施。

### 近期重建
1989年在發生希斯堡慘劇後推行《泰萊報告書》（Taylor Report），要求全國主要的體育場地改為全坐席，導致赫斯再次幾乎離開泰因河城堡，但因為在米拿希爾（Millerhill）的發展計畫申請遭「愛丁堡市議會」（City of Edinburgh Council）拒絕後，赫斯惟有承諾重建泰因河城堡。
1994年將球場的西面及北面全部拆卸，於同年建成「惠特菲尔德看台」（Wheatfield Stand）；翌年「罗斯本看台」（Roseburn Stand）相繼落成啟用。南面的佐治路階梯看台設置臨時的桶形座位直到1997年，最後一面的階梯看台亦被推倒，被新建的「佐治看台」（Gorgie Stand）取代，其內設有由市議會主席埃里克·米利根（Eric Milligan）開設的「佐治廂房」（Gorgie Suite）及球會精品店。
2005年球場需要更改草坪的邊界以符合歐洲足協的規定，因此拆除「佐治看台」及「罗斯本看台」下方數行座位，總容量進一步由18,000減少至僅餘17,420人。

### 拯救泰因河城堡
2004年時任赫斯行政總裁克里斯·罗宾逊（Chris Robinson）宣佈計畫出售泰因河城堡，而球會將會向蘇格蘭橄欖球聯盟（Scottish Rugby Union，簡稱SRU）租用默里菲尔德球场（Murrayfield Stadium）作為替代，用以根除球會日益增加的債務。但這項計畫並不獲球迷的普遍支持，更設立名為「拯救我們的赫斯」（Save Our Hearts）的活動以阻止出售泰因河城堡的行動。雖然如此，克里斯·罗宾逊與其支持者在發行的股份佔有輕微的大多數，當與地產發展商「卡拉家園」（Cala Homes）初步達成以超過2,000萬英鎊出售地盤後，計畫事在必行。
2005年1月當立陶宛銀行家弗拉迪米尔·罗曼诺夫（Vladimir Romanov）收購赫斯後，隨即叫停出售泰因河城堡的計畫，啟動初步協議的條款支付定額75,000英鎊罰款中止交易。

### 羅曼諾夫年代
隨著弗拉迪米尔·罗曼诺夫於205年1月成功入主赫斯後，球會留在泰因河城堡獲得短期的保證，新東主透露長遠計球場容量需要增加，一是改善泰因河城堡，或搬遷到新建的專用球場。
2007年8月20日赫斯宣佈計畫拆卸老舊的主看台，用以興建10,000座內設酒店及休閒設施的新看台，並於2008年2月向「愛丁堡市議會」提出正式申請。新計畫可以將球場容量增加至23,000人，但由於球會的龐大負債與當時的經濟大氣候而被拒絕。

## 國際賽
泰因河城堡曾九度成為蘇格蘭足球代表隊的主場球場，早年經常用於英國本土四角錦標賽對威爾斯的賽事，由於被視為沒有票房潛力，故此經常安排在格拉斯哥以外的球場舉行。在第二次世界大戰後，蘇格蘭足球協會改變政策，在情況許可下將所有本土四角錦標賽的賽事安排在咸普頓公園球場上演。
| 1892年3月26日 |

| 苏格兰                                                          | 6 – 1 |          |
| --------------------------------------------------------------- | ----- | -------- |
| W 汤姆森 1' J 汉密尔顿 8', 65' J 麦克弗森 15', 44' D 贝尔德 55' |       | B 刘易斯 |

| 英國本土四角錦標賽 觀眾人數：1,200 ：J. 里德 (愛爾蘭) |

| 1906年3月3日 |

| 苏格兰 | 0 – 2 |                        |
| ------ | ----- | ---------------------- |
|        |       | W 琼斯 50' JL 琼斯 65' |

| 英國本土四角錦標賽 觀眾人數：25,000 ：J. 刘易斯 (英格蘭) |

| 1912年3月2日 |

| 苏格兰   | 1 – 0 |  |
| -------- | ----- |  |
| 奎恩 88' |       |  |

| 英國本土四角錦標賽 觀眾人數：31,000 ：J. 梅森 (英格蘭) |

| 1925年2月14日 |

| 苏格兰                            | 3 – 1 |            |
| --------------------------------- | ----- | ---------- |
| D 米克尔约翰 9' H 加拉赫 20', 61' |       | W 威廉姆斯 |

| 英國本土四角錦標賽 觀眾人數：25,000 ：A. 沃德 (英格蘭) |

| 1932年10月26日 |

| 苏格兰                | 2 – 5 |                                                    |
| --------------------- | ----- | -------------------------------------------------- |
| N 杜瓦 63' D 邓肯 66' |       | J 汤姆森 (og) T 格里菲思 E 奥卡拉汉 (2) D 阿斯特莱 |

| 英國本土四角錦標賽 觀眾人數：31,000 ：P. 哈珀 (英格蘭) |

| 1935年11月13日 |

| 苏格兰                | 2 – 1 | 愛爾蘭 |
| --------------------- | ----- | ------ |
| T 沃克 60' D 邓肯 89' |       | J 凯利 |

| 英國本土四角錦標賽 觀眾人數：30,000 ：H. 纳特拉斯 (英格蘭) |

| 1938年11月9日 |

| 苏格兰                       | 3 – 2 |                   |
| ---------------------------- | ----- | ----------------- |
| T 吉利克 30' T 沃克 83', 84' |       | D 阿斯特莱 L 琼斯 |

| 英國本土四角錦標賽 觀眾人數：34,800 ：T.J. 汤姆森 (英格蘭) |

| 1998年10月10日 |

| 苏格兰                                   | 3 – 2 | 爱沙尼亚                             |
| ---------------------------------------- | ----- | ------------------------------------ |
| B 多兹 70', 85' 霍赫洛夫-西蒙森 (og) 79' | 報告  | 霍赫洛夫-西蒙森 34' M 斯米尔诺夫 76' |

| 歐國盃外圍賽 觀眾人數：16,930 ：馬基斯 (葡萄牙) |

| 2003年5月27日 |

| 苏格兰         | 1 – 1 | 新西兰     |
| -------------- | ----- | ---------- |
| S 克劳福德 11' | 報告  | 尼爾遜 47' |

| 友誼賽 觀眾人數：10,016 ：艾華臣 (瑞典) |

## 準決賽的中立球場
泰因河城堡曾多次用作本土盃賽準決賽的舉行場地，尤其是當賽事涉及蘇格蘭東部或東北部的鴨巴甸、登地聯或喜百年等球隊。在1920年代泰因河城堡曾連續四年舉行蘇格蘭盃準決賽。至今共有19場蘇格蘭盃（不包括重賽）及10場蘇格蘭聯賽盃的準決賽在這個球場舉行。
但為方便進行電視進行現場直播賽事，現時的盃賽準決賽分日舉行，而蘇格蘭足球協會的政策是如可能的話，儘量安排兩場蘇格蘭盃準決賽均於咸普頓公園球場舉行；而蘇格蘭聯賽盃的準決賽則視參賽球隊的實力而安排在容量較少的球場上演。最近一次在泰因河城堡舉行的蘇格蘭盃準決賽是1992/93年球季鴨巴甸以1-0淘汰喜百年晉身決賽；而蘇格蘭聯賽盃則是2006/07年球季登地聯以4-1擊敗鴨巴甸。

## 註腳
1. 1 2  .   [2019-04-24]. （原始内容存档于2018-06-25）.
2. ↑  .   [2011-02-09]. （原始内容存档于2005-11-10）.
3. ↑  Federation of Hearts Supporters Clubs 的存檔，存档日期2006-02-16.
4. ↑  .   [2011-02-09]. （原始内容存档于2007-10-22）.
5. ↑  .   [2011-02-09]. （原始内容存档于2007-10-22）.
6. ↑  .   [2011-02-09]. （原始内容存档于2011-06-10）.

## 外部連結
- 赫斯官網：泰因河城堡
- Tynecastle Image Archive at London Hearts （页面存档备份，存于）